# Siem Reap (huyện)
Siem Reap là một huyện thuộc tỉnh Xiêm Riệp, tây bắc Campuchia. Theo thống kê năm 1998, dân số toàn huyện là 119,528. Hiện nay huyện này đã được nâng cấp thành Thành phố Siem Reap.